# E-Text
Ein E-Text (von elektronischer Text) ist ein in einem Computersystem vorliegender Text oder allgemeiner ein elektronisches Dokument mit Textinhalten. Sofern der E-Text vom Inhalt oder der Form her dem Medium Buch vergleichbar ist, spricht man genauer von einem E-Book. E-Texte können aus retrodigitalisierten Publikaten stammen, deren Inhalt beispielsweise mittels Texterkennung oder als Text interpretiert wurde, oder sie können originär als Elektronische Publikation entstanden sein. E-Texte werden auch als Volltext bezeichnet, wenn betont werden soll, dass die Schriftzeichen einzeln kodiert verfügbar und durchsuchbar sind (Volltextsuche).

## Technischer Hintergrund
Um Daten aus einer Datei als Text interpretieren zu können, müssen sie einem Standard entsprechen. Die Grundlage für elektronische Texte sind die Zeichenkodierungen ASCII und Unicode. Für die weitere Strukturierung und Formatierung gibt es zahlreiche Dokumentenformat wie zum Beispiel HTML, OpenDocument-Format (ODF), und LaTeX.
Zur Erstellung und Bearbeitung von E-Texten genügt je nach Format ein einfacher Texteditor oder es ist eine spezielle Textverarbeitungssoftware notwendig. Physische Medien müssen zur Weiterverarbeitung zunächst digitalisiert werden.

## E-Texte im Netz
Im Netz gibt es in elektronischer Form viele „freie“ Texte, z. B. bei Wikisource, beim Project Gutenberg, in der Open Library, beim Projekt Runeberg (nordische Texte), Perseus Project (griechische und lateinische Texte) und bei Dokumentenservern, die z. B. von mehreren deutschen Universitätsbibliotheken betrieben werden.